# Reformierte Kirche Zollikon

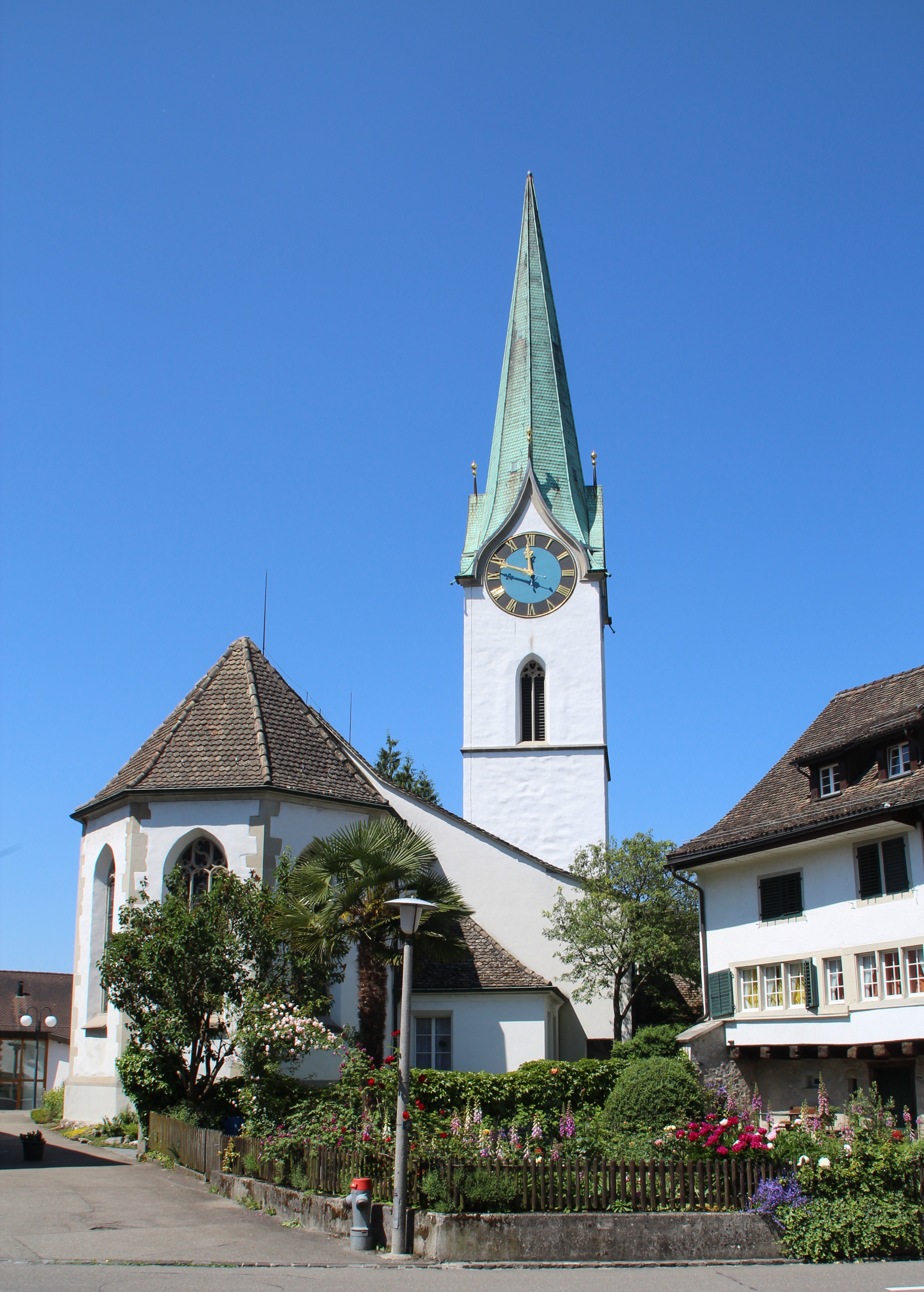
Reformierte Kirche

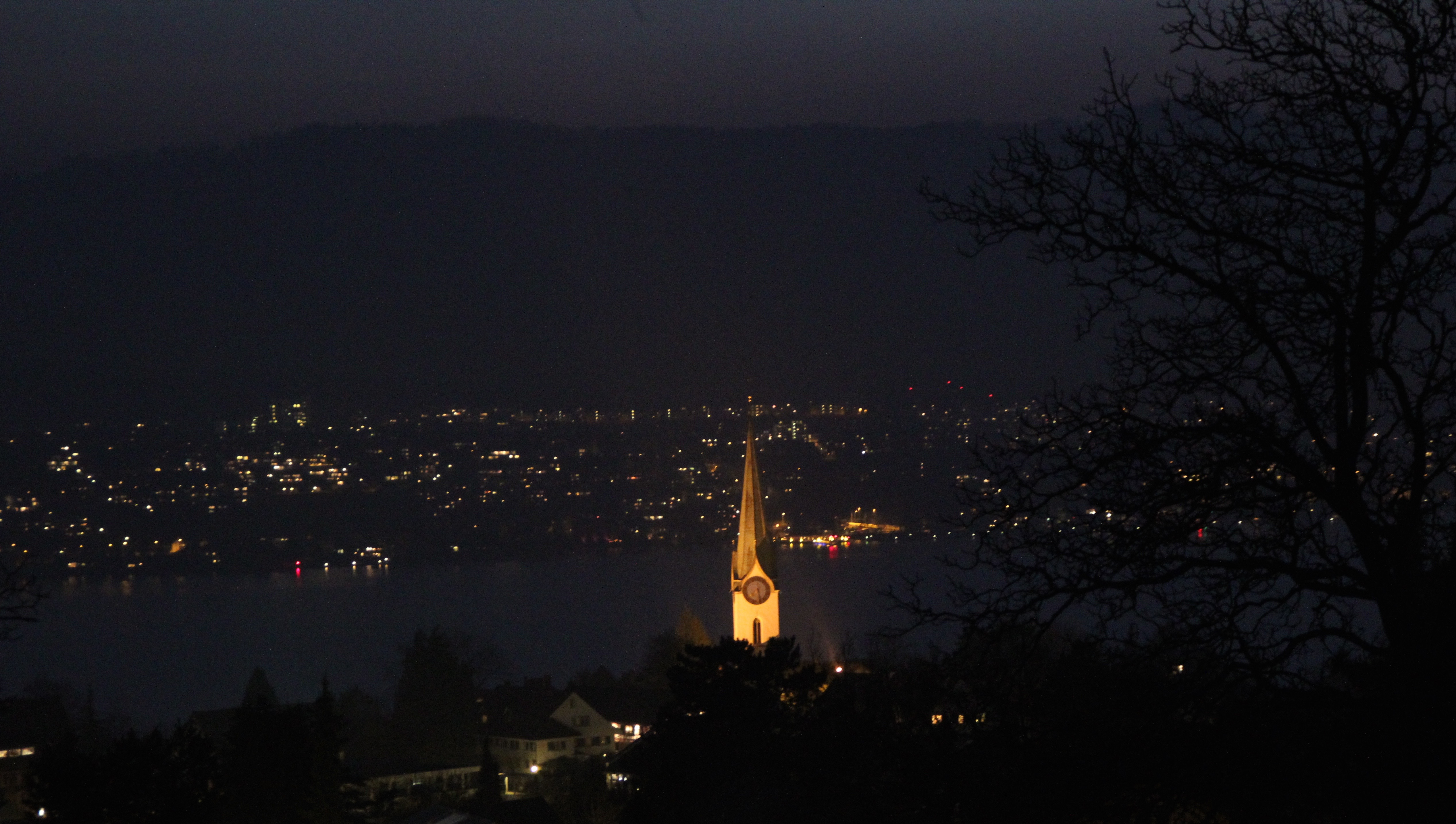
Anblick von der Allmend

Die reformierte Kirche Zollikon steht im Zentrum des Dorfes Zollikon am unteren rechten Zürichsee. Sie entstand 1497 bis 1499.

## Geschichte
An der Stelle der heutigen Kirche stand bereits im 9. Jahrhundert eine Kapelle und später eine kleine Kirche. Erstmals urkundlich erwähnt wird die reformierte Kirche Zollikons im Jahr 1223, als die Äbte von Kappel am Albis und Muri in ecclesiam Zollicon einen Zehntenstreit schlichteten. Die romanische Kirche bestand aus einem rechteckigen Langhaus und einem quadratischen Turmchor.
1495 erhielten die Zolliker vom Rat der Stadt Zürich das Recht, Geld für den Bau einer neuen Kirche zu sammeln. 1497/98 wurden das Kirchenschiff und der Glockenturm mit seinem Käsbissendach gebaut, Ein Jahr später wurde nach der Beilegung eines Streites mit dem Chorherrenstift Grossmünster über die Finanzierung auch der Chor neu gebaut. Aus dem gleichen Jahr stammt auch die mittlere der drei Wappenscheiben. Sie zeigt den deutschen Reichsadler und wurde von Lux (Lukas) Zeiner geschaffen. Die beiden Zürcher Standesschilder daneben stammen aus dem Jahr 1520, geschaffen hat sie Lienhart Brun.
1743 wurde die schwere Holzdecke durch eine Gipsdecke mit Stuckaturen von Johannes Meyer ersetzt. 1795 wurde der Käsbissenturm, der 1691 durch einen Blitzschlag beschädigt worden und 1794 teilweise eingestürzt war, durch einen Spitzhelm ersetzt. Als Vorbild diente der hohe und schlanke Helm des Fraumünsters in Zürich. Die Bauleitung hatten Johannes Volkart (1759–1804) aus der Enge und der Zolliker Johann Murer. Der Turm erhielt vier Zifferblätter mit je einem Wimperg und einen mit Holzschindeln gedeckten Spitzhelm, der 1898 mit Kupferschindeln neu gedeckt wurde. Zudem wurden vier neue Glocken eingeweiht. Sie sind auf B-Dur gestimmt und stammen von der Glockengiesserei H. Rüetschi in Aarau. Die Turmhöhe beträgt bis zur Helmspitze 52,63 Meter, bis zur Stangenspitze 65,83 Meter. Der Kugeldurchmesser beträgt 50 Zentimeter.

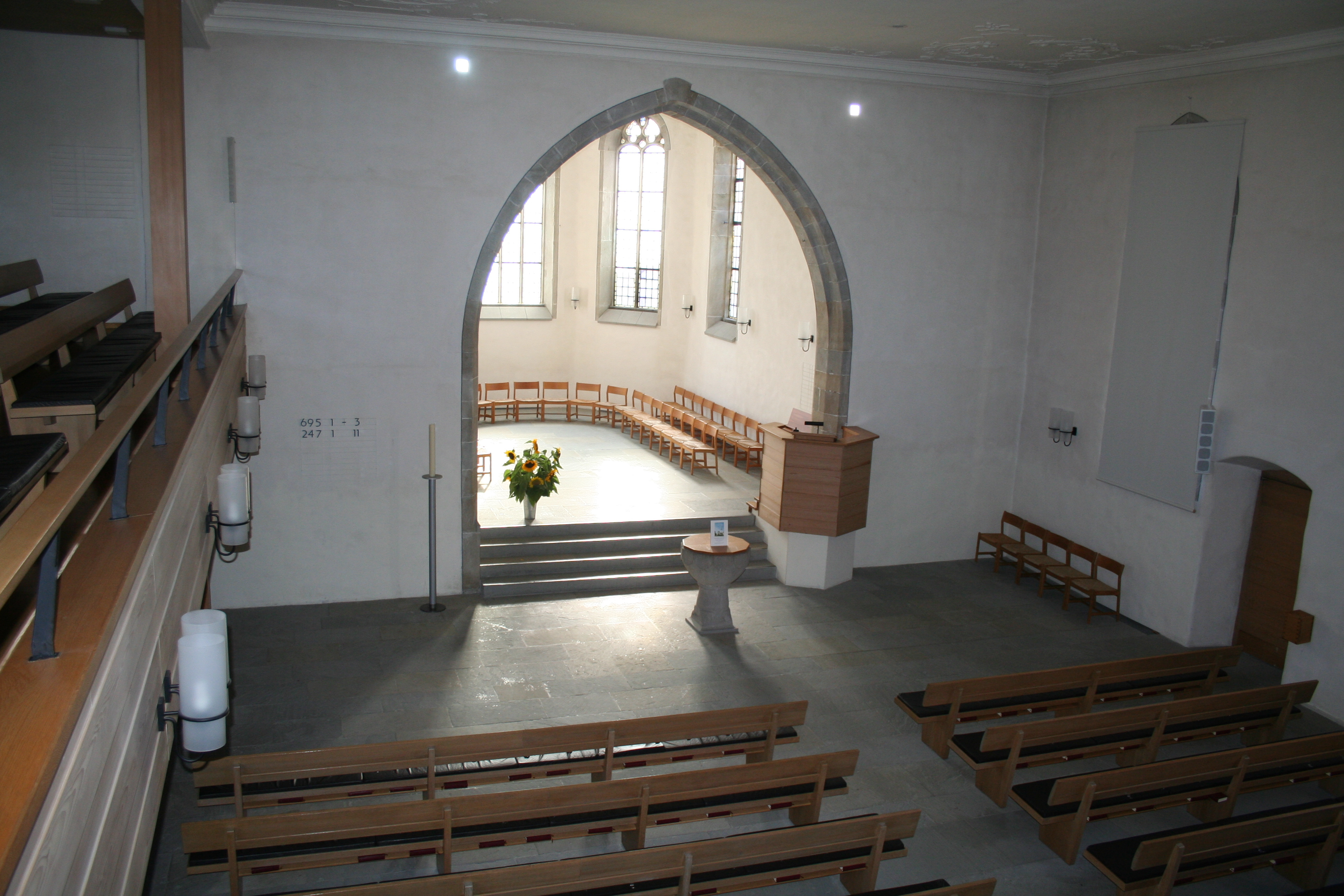
Chor
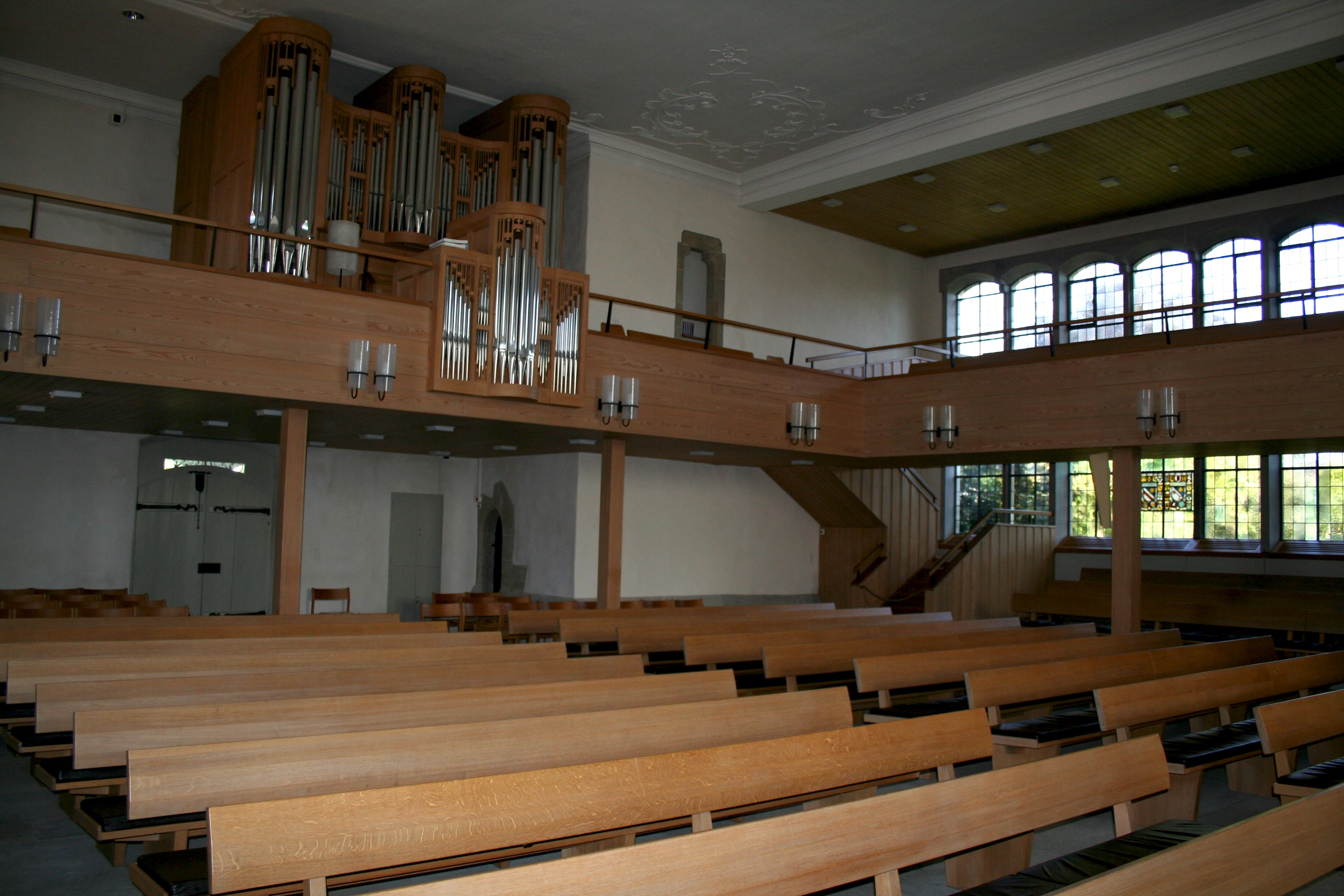
Rückseite
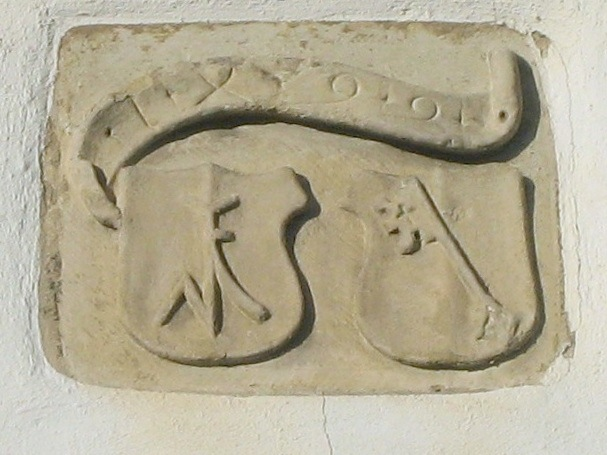
1499: Steinmetzzeichen und Peterswappen
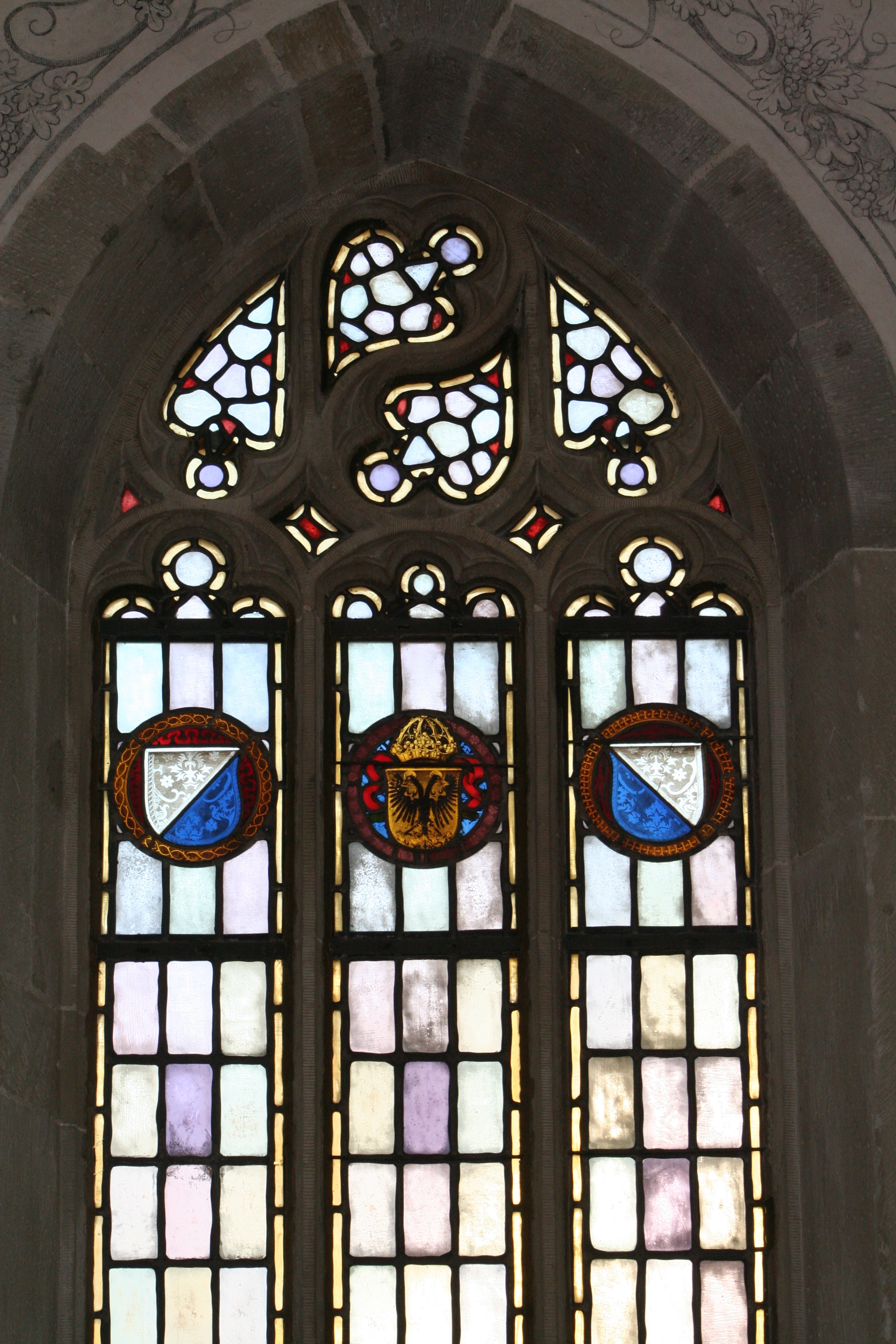
Wappenscheiben von 1499

1836 trat das Grossmünster den Chor an den Staat ab, der ihn 1888 an Zollikon weitergab. 1908 wurde elektrisches Licht eingerichtet und neben dem Chor ein Pfarrzimmer angebaut. Kanzel, Täfer und Bänke wurden neu gebaut, im Chor wurde eine erste Orgel eingebaut. Die Leitung dieser Arbeiten hatte der Kantonsbaumeister Hermann Fietz (1869–1931). Da sich die Kirche mit ihren 400 Plätzen immer wieder als zu klein erwies, wurde 1937 das Kirchenschiff an der Nordseite durch einen Anbau mit 170 zusätzlichen Plätzen erweitert. Auf einer Empore wurde 1971 von der Firma Orgelbau Kuhn, Männedorf, eine neue Orgel eingebaut; die alte Orgel von 1908, ebenfalls von Kuhn gebaut, kam nach Rohrbach im Kanton Bern.
1967 wurde die Kirche einer Gesamtrenovation unterzogen und erhielt ihr heutiges Aussehen. Unter anderem wurde das schwer wirkende Täfer entfernt, die Bänke wurden ersetzt, der 1908 entfernte Taufstein wurde wieder eingesetzt. Kirche, Turm und Innenraum wurden weiss gestrichen. Architekt war Werner Blumer aus Zollikon.
1971 wurde die dritte Orgel in der Geschichte der Kirche Zollikons eingeweiht. Seit 1984 vervollständigt das neue Kirchgemeindehaus das kirchliche Zentrum Zollikons.

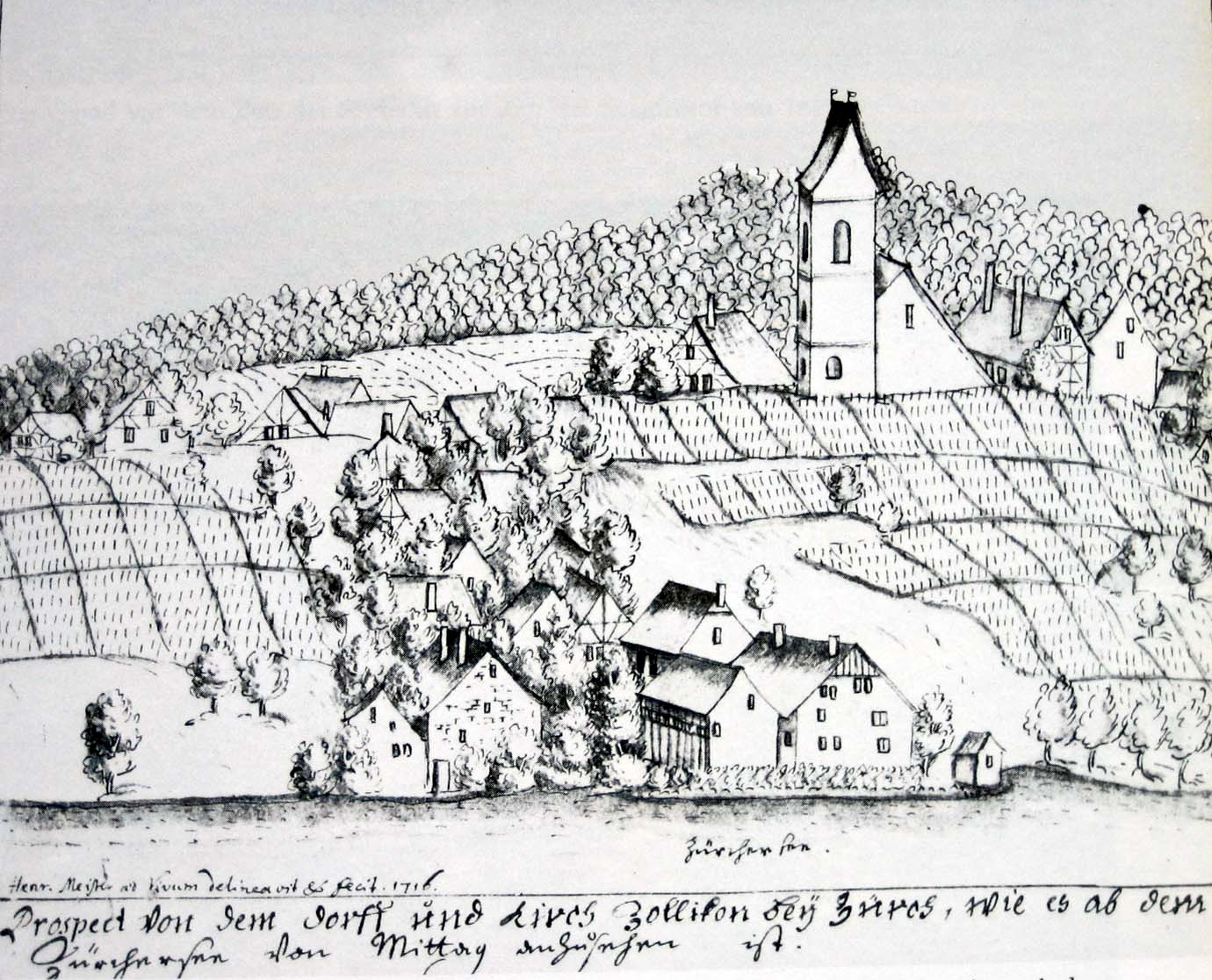
Zollikon mit Kirche 1716; Stich von Henri Meister
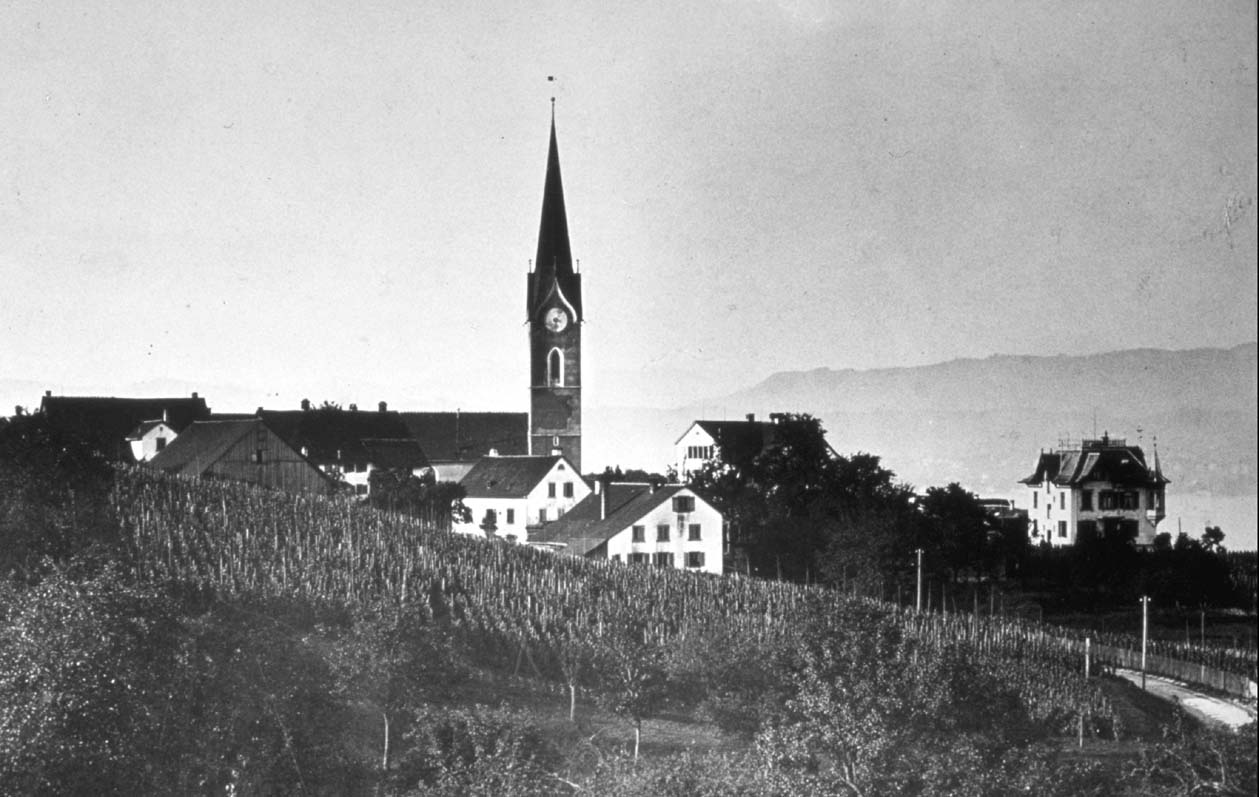
Reformierte Kirche 1880
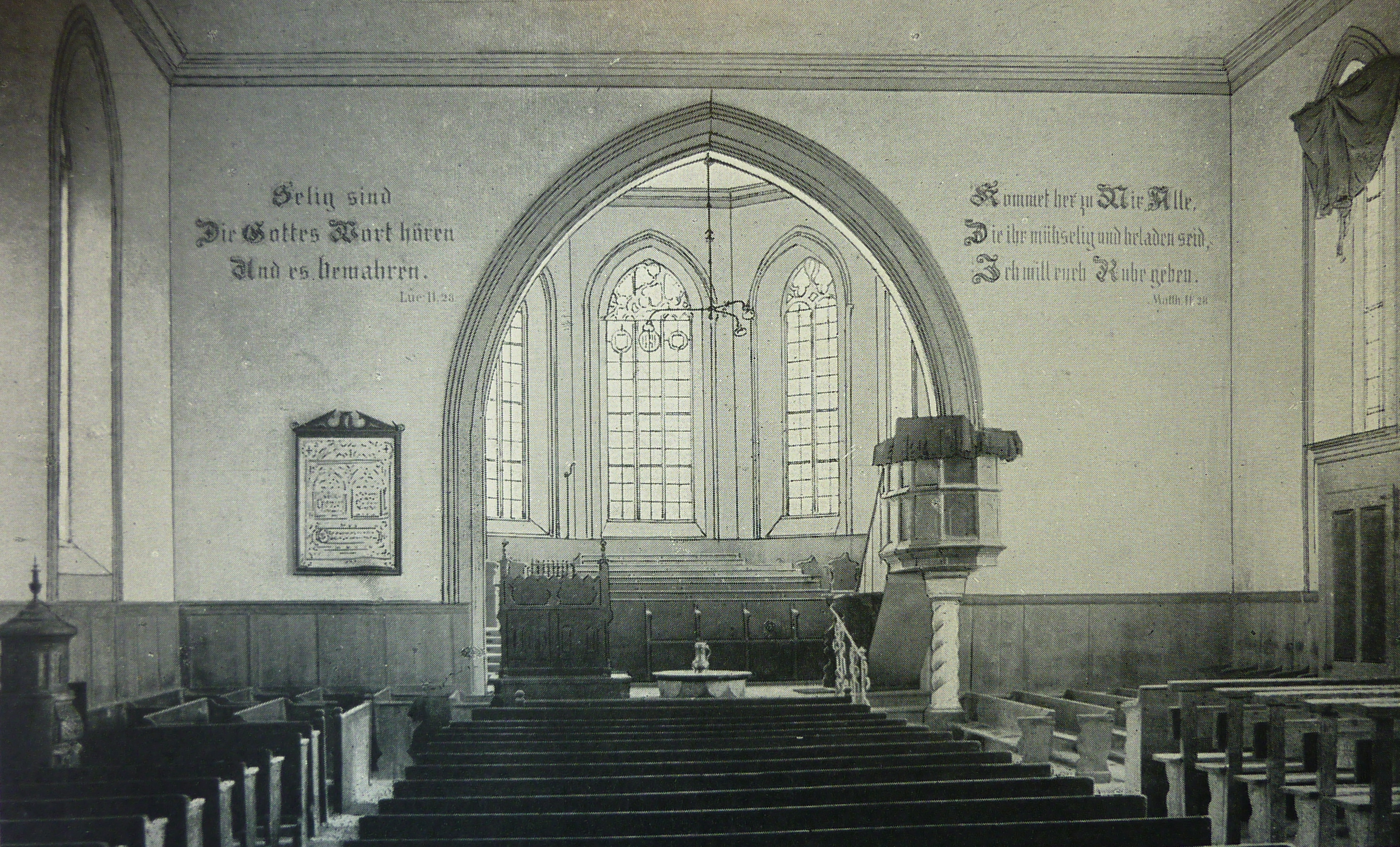
Kircheninneres 1898
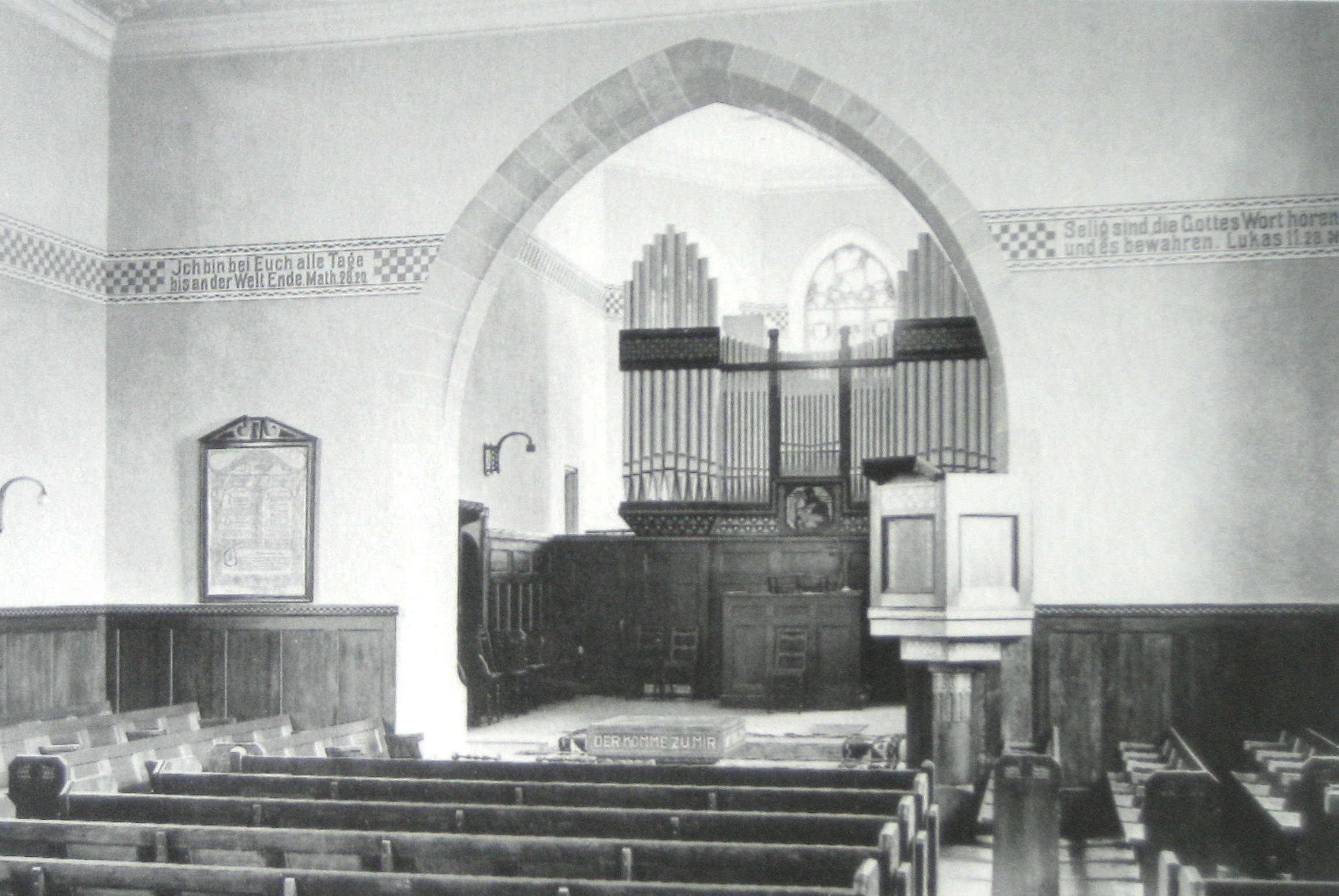
1908: nach der Renovation
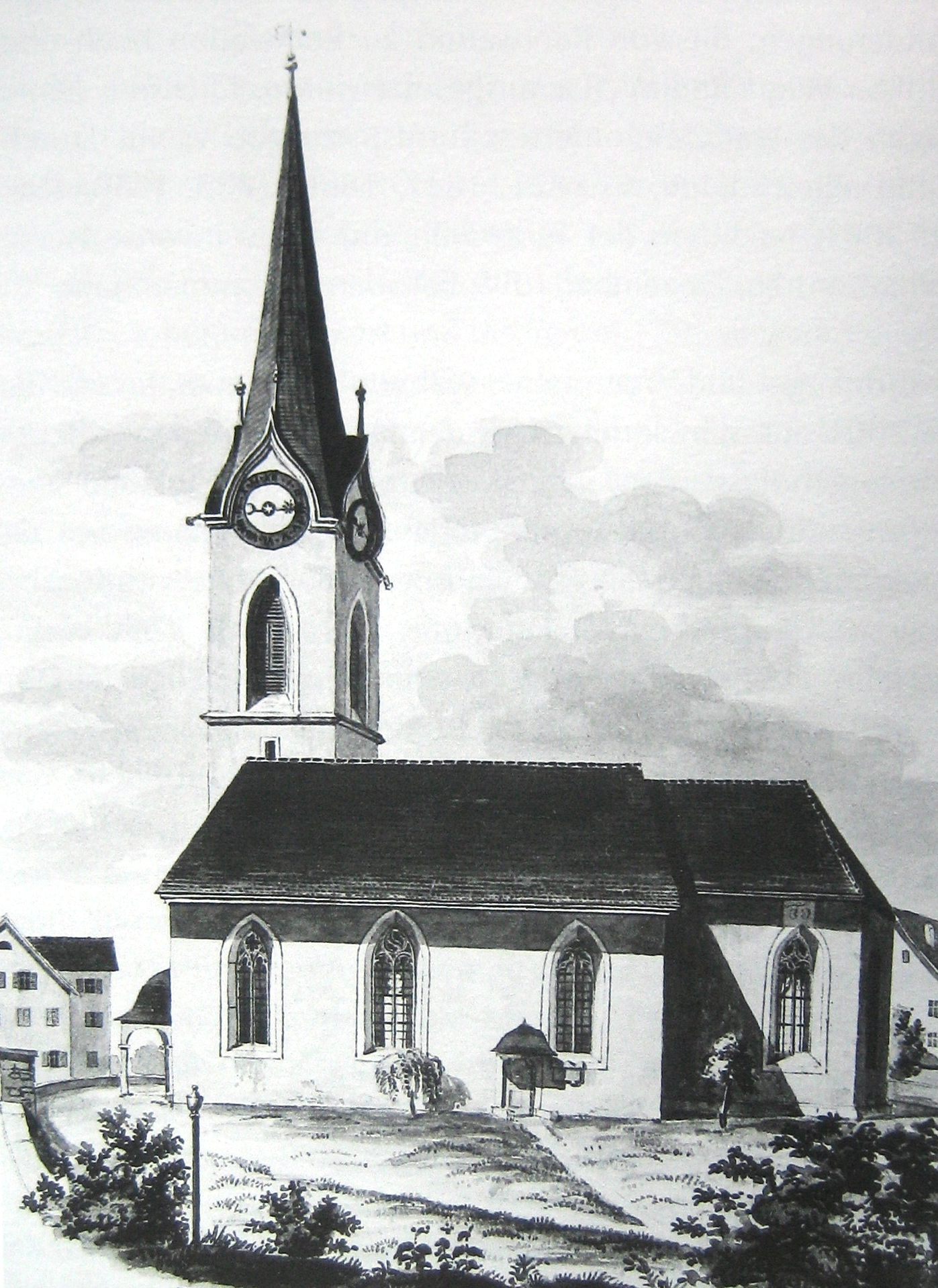
1836: Ansicht von Süden

## Täufer

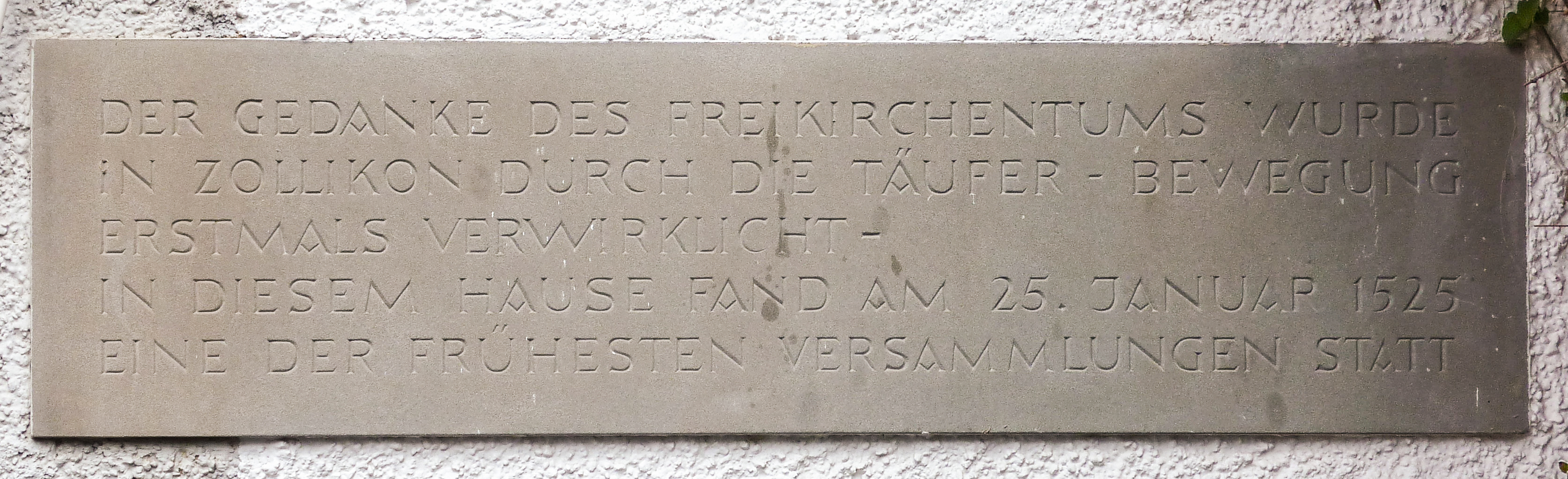
Erinnerungstafel an die Täufer an der Gstadstrasse

Während der Reformationszeit war Zollikon Ausgangspunkt der Täuferbewegung. Am Abend des 21. Januar 1525 war in einem Zürcher Privathaus zum ersten Mal die Gläubigentaufe gespendet worden. Aus Angst vor Verfolgungen durch den Rat der Stadt Zürich, der in der Auseinandersetzungen mit den Täufern zuvor die Zwangstaufe von Säuglingen angeordnet hatte, flohen die Getauften nach Zollikon. Durch die Predigt Jörg Blaurocks entstand hier innerhalb weniger Tage eine grosse Erweckungsbewegung, die Menschen aller Schichten erfasste. Viele begehrten die Taufe. Sie versammelten sich nach urchristlichem Muster in der Dorfkirche, aber auch an Brunnen am Nebelbach und in Privathäusern. Die Hausväter lasen die neutestamentlichen Abendmahlstexte und reichten den Anwesenden Brot und Wein. Diese Versammlungen können als die ersten evangelischen Abendmahlsfeiern im Zürcher Gebiet angesehen werden, da bis Ostern 1525 in den Kirchen Zürichs zwar evangelisch gepredigt, das Abendmahl aber nach römisch-katholischem Ritus gefeiert wurde.
An der Gstadstrasse 25 erinnert heute eine Gedenktafel an eine der ersten Täuferversammlungen in Zollikon. Heute kommen Anhänger der Täufergemeinschaft aus aller Welt an die Gstadstrasse und in die Dorfkirche.